# Специален съд за Сиера Леоне
Специалният съд за Сиера Леоне (на английски: Special Court for Sierra Leone), наричан още Специален съд/трибунал за Сиера Леоне, е независим съд, основан от правителството на Сиера Леоне и ООН с цел да подведе под съдебна отговорност „лицата с най-голяма вина за тежките нарушения на международното хуманитарно право“, извършени след 30 ноември 1996 г. и по време на Гражданската война в Сиера Леоне. Съдът има служби във Фрийтаун, Хага и Ню Йорк.
На 26 април 2012 г. бившият президент на Либерия Чарлз Тейлър става първия африкански държавен глава, осъден за участие във военни престъпления.

## Начало
На 12 юни 2000 г. президентът на Сиера Леоне Ахмад Каба пише писмо до генералния секретар на ООН Кофи Анан, призовавайки международната общност да изправи пред правосъдието виновните за конфликта. На 10 август 2000 г. Съветът за сигурност на ООН приема резолюция 1315 с искане генералният секретар да започне преговори с правителството на Сиера Леоне за създаване на специален съд.
На 16 януари 2002 г. ООН и правителството на Сиера Леоне подписват споразумение за създаване на съда. Обществена поръчка за построяване на сградата, в която ще се помещава съдът, печели Sierra Construction Systems – най-голямата строителна компания в страната. Първите съдебни служители пристигат във Фрийтаун през юли 2002 г.
Към април 2012 г. над 40 държави са допринесли средства за работата на съда, като Нигерия се отличава най-много сред африканските дарители. През 2004, 2011 и 2012 г. СССЛ получава субсидии и от ООН.

## Правомощия
СССЛ има правомощията да съди всяко лице, което е извършило престъпления срещу човечеството спрямо цивилни включително: убийство; геноцид; поробване; депортация; лишаване от свобода; изтезания; изнасилване, сексуално робство, насилствена проституция или всяка друга форма на сексуално насилие; преследване въз основа на политически възгледи, раса, етнос или религия; и други „нечовешки“ дейности. В допълнение съдът има юрисдикция да подведе под отговорност тези които са нарушили Женевската конвенция от 1949 г., както и закона на Сиера Леоне за защита на децата срещу жестокост. Извън правомощията на СССЛ остават лицата под 15-годишна възраст. Специалният съд заема по-високо място от националните съдилища и може да се наложи при конфликт на по-долно равнище, както и да отмени всички предишни решения, които са в негов разрез.
Всички присъди трябва да се изпълняват в границите на Сиера Леоне, освен ако няма капацитет за справяне с обвиняемите. В такъв случай всяка страна в съответствие с Международния наказателен трибунал за Руанда или Международния наказателен трибунал за бивша Югославия, която е изразила готовност да задържи виновните за срока от техните присъди, може да го стори. Прилагането на присъдите се извършва от съда. Замяна на вече издадена присъда може да се предложи от държавата, след консултация със съда.

## Структура
Специалният съд се състои от 3 институции: регистър, прокурор, камари (за процеси и обжалване). Регистърът отговаря за общото управление на съда.
Робин Винсънт е първият регистратор. На 22 февруари 2010 г. СССЛ обявява назначаването на новия регистратор Бинта Мансарай, заемал преди това длъжността заместник-регистратор и началник на програмата за работа с населението. Тя е първият регистратор от Сиера Леоне.
Бренда Холис е действащият прокурор, в длъжност от февруари 2010 г. Преди това тя е главен адвокат в процеса на Чарлз Тейлър. Прокурорът и неговият екип разследват престъпленията, събират доказателства и повдигат обвинения, които предоставят на съдиите. Заместник-прокурор е Джоузеф Камара от Сиера Леоне, номиниран от правителството на страната и назначен от генералния секретар. Камара встъпва в длъжност на 15 август 2008 г.

### Камари
Според устава на съда трябва да има между 8 и 11 съдии. 3-ма ще служат в камарата по процесите (от които 1 ще бъде назначен от правителството на Сиера Леоне и 2 от генералния секретар на ООН) и 5-има ще служат в камарата по обжалванията (от които двама се назначават от правителството на Сиера Леоне и 3-ма от генералния секретар на ООН),
Съдът има 12 съдии към момента, 7 от които са съдии по процесите (5-има назначени от ООН, включително един на ротация и двама номинирани от правителството на Сиера Леоне). Останалите 5-има са съдии по обжалванията, трима от които назначени от ООН и двама от правителството на Сиера Леоне. Съдиите се назначават с мандат от 3 години, след което могат да бъдат преизбирани.
Камара по обжалванията
| Име                | Страна      | Позиция       | Назначен от                    | Назначен      | Край на мандат |
| ------------------ | ----------- | ------------- | ------------------------------ | ------------- | -------------- |
| Шърийн Авис Фишър  | САЩ         | Президент     | Генерален секретар             | 2009          | 2015           |
| Емануел Айула      | Нигерия     | Вицепрезидент | Генерален секретар             | 2002          | 2014           |
| Джордж Гелага Кинг | Сиера Леоне | Член          | Сиера Леоне                    | 2002          | 2014           |
| Ренате Винтер      | Австрия     | Член          | Генерален секретар             | 2002          | 2014           |
| Джон Каманда       | Сиера Леоне | Член          | Сиера Леоне                    | 2007          | 2013           |
| Филип Ниаму Уаки   | Кения       | на ротация    | Сиера Леоне/Генерален секретар | Февруари 2012 |                |

Съдии от Камара по процесите I:
| Име                        | Страна      | Позиция                | Назначен от        | Назначен | Край на мандат |
| -------------------------- | ----------- | ---------------------- | ------------------ | -------- | -------------- |
| Пиер Г. Боуте              | Канада      | Председателстващ съдия | Генерален секретар | 2002     | 2014           |
| Росолу Джон Банколе Томсън | Сиера Леоне | Член                   | Сиера Леоне        | 2002     | 2014           |
| Бенджамин Мутанга Итое     | Камерун     | Член                   | Генерален секретар | 2002     | 2014           |

Съдии от Камара по процесите II:
| Име               | Страна           | Позиция                                  | Назначен от        | Назначен | Край на мандат |
| ----------------- | ---------------- | ---------------------------------------- | ------------------ | -------- | -------------- |
| Ричард Лусик      | Самоа            | Председателстващ съдия                   | Сиера Леоне        | 2005     | 2014           |
| Тереза Дохърти    | Северна Ирландия | Член                                     | Генерален секретар | 2005     | 2014           |
| Джулия Себутинде  | Уганда           | Член                                     | Генерален секретар | 2005     | 2014           |
| Ел Хадж Малик Соу | Сенегал          | на ротация (процесът срещу Чарлз Тейлър) | ООН                | 2007     | 2013           |

### Бивши съдии
- Джефри Робъртсън  Великобритания (2002 – 2007), камара по обжалванията, напуска след обвинения в пристрастие вследствие на публикуване на книга хулеща РУФ.
- Раджа Н. Фернандо  Шри Ланка (2004 – 2008), камара по обжалванията, починал.[4]

## Обвиняеми
Уставът на Специалния съд описва 4 вида престъпления, за които лицата могат да бъдат заведени под отговорност. Това са престъпления срещу човечеството, нарушения на чл. 3 от Женевските конвенции, както и Допълнителния протокол II (военно престъпления), други сериозни нарушения на международното хуманитарно право и престъпления по смисъла на закона на Сиера Леоне. Ако бъдат присъдени, наказанията включват лишаване от свобода или конфискуване на имуществото. СССЛ, по подобие на другите наказателни трибунали, основани от ООН, няма пълномощието да налага смъртно наказание. До този момент на 13 лица са повдигнати обвинения по горните точки, с изключение на нарушения по смисъла на закона на Сиера Леоне.
Общо СССЛ е завел под отговорност 22 лица. Срещу 17 от тях има завършено съдебно производство: 9-има изтърпяват своята присъда, 4-ма вече са я изтърпели, 1 е оправдан, а 3-ма са починали преди тяхното дело да приключи. В допълниение срещу 5-има има съдебно произодство в действие: 1 лице е под съд, 3-ма обжалват своите присъди (двама от излежаващите своите присъди също обжалват допълнителни обвинения) и 1 лице (Джони Пол Карома) е в неизвестност със съмнения, че е починало.

### Преглед
Списъкът по-долу описва подробностите по обвиненията срещу всяко лице, повдигнати от Специалния съд, и сегашния му статут. Колоната обозначена с Ч изброява броя обвинения (ако има такива) в престъпления срещу човечеството. С В са изброени обвиненията във военни престъпления и нарушения на международното хуманитарно право, със ЗСЛ – тези по смисъла на закона на Сиера Леоне, и с Н – за неуважение към Съда. Това е броят на повдигнатите обвиненията към лицето, а не за които е осъдено.
| Име              | Обвинен           | Ч | В  | ЗСЛ | Н | Прехвърлен към СССЛ | Текущ статус                                                  |
| ---------------- | ----------------- | - | -- | --- | - | ------------------- | ------------------------------------------------------------- |
| Сам Бокарие      | 7 март 2003       | 7 | 10 | —   | — |                     | Починал на 5 май 2003; делото прекратено на 8 декември 2003   |
| Алекс Брима      | 7 март 2003       | 7 | 8  | —   | — | 10 март 2003        | Изтърпява присъда от 50 години, в Руанда                      |
| Морис Калон      | 7 март 2003       | 8 | 10 | —   | — | 10 март 2003        | Изтърпява присъда от 40 години, в Руанда                      |
| Джони Пол Корома | 7 март 2003       | 7 | 10 | —   | — |                     | В неизвестност; има сведения че е починал през 2003           |
| Самуел Норман    | 7 март 2003       | 2 | 6  | —   | — | 10 март 2003        | Починал на 22 февруари 2007; делото прекратено на 21 май 2007 |
| Фодей Санко      | 7 март 2003       | 7 | 10 | —   | — | 10 март 2003        | Починал на 29 юли 2003; делото прекратено на 8 декември 2003  |
| Иса Сесей        | 7 март 2003       | 8 | 10 | —   | — | 10 март 2003        | Изтърпява присъда от 52 години, в Руанда                      |
| Чарлз Тейлър     | 7 март 2003       | 5 | 6  | —   | — | 29 март 2006        | Обжалва 50-годишна присъда                                    |
| Августин Гбао    | 16 април 2003     | 8 | 10 | —   | — | 10 март 2003        | Изтърпява присъда от 25 години, в Руанда                      |
| Брима Камара     | 28 май 2003       | 7 | 8  | —   | 3 | 10 март 2003        | Изтърпява присъда от 46 години и 50 седмици, в Руанда         |
| Моинина Фофана   | 26 юни 2003       | 2 | 6  | —   | — | 29 май 2003         | Изтърпява присъда от 15 години, в Руанда                      |
| Алю Кондела      | 26 юни 2003       | 2 | 6  | —   | — | 29 май 2003         | Изтърпява присъда от 20 години, в Руанда                      |
| Сантижи Кану     | 16 септември 2003 | 7 | 8  | —   | 2 | 17 септември 2003   | Изтърпява присъда от 51 години и 50 седмици, в Руанда         |
| Брима Самура     | 25 април 2005     | — | —  | —   | 1 | Призован            | Оправдан на 26 октомври 2005                                  |
| Маргарет Брима   | 25 април 2005     | — | —  | —   | 1 | Призован            | Изтърпяна условна присъда от 1 година на 20 септември 2006    |
| Нане Джало       | 25 април 2005     | — | —  | —   | 1 | Призован            | Изтърпяна условна присъда от 1 година на 20 септември 2006    |
| Естер Камара     | 25 април 2005     | — | —  | —   | 1 | Призован            | Изтърпяна условна присъда от 1 година на 20 септември 2006    |
| Анифа Камара     | 25 април 2005     | — | —  | —   | 1 | Призован            | Изтърпяна условна присъда от 1 година на 20 септември 2006    |
| Хасан Бангура    | 24 май 2011       | — | —  | —   | 2 | 18 юни 2012         | Изтърпява условна присъда от 1година                          |
| Самуел Каргбо    | 24 май 2011       | — | —  | —   | 2 | Призован            | Изтърпява условна присъда от 1година                          |
| Ерик Сенасие     | 24 май 2011       | — | —  | —   | 9 | 15 юни 2012         | Изтърпява присъда от 2години                                  |
| Принс Тейлър     | 4 октомври 2012   | — | —  | —   | 9 | 6 октомври 2012     | Обжалва 2.5-годишна присъда                                   |

### Сили за гражданска отбрана
3-ма от обвиняемите са лидери на Силите за гражданска отбрана (Civil Defence Forces). Това са Алю Кондела, Моинина Фофана и бившият вътрешен министър Самуел Хинга Норман. Процесът срещу тях стартира на 3 юни 2004 г. приключва със заключителните пледоарии през септември 2006 г. Преди произнасянето на присъда срещу него Норман умира на 22 февруари 2007 г., докато още е под арест. Делото срещу него е прекратено.

### Революционен обединен фронт
Петима от лидерите на Революционния обединен фронт (Revolutionary United Front) са обвинени: Фодей Санко, Сам Бокарие, Иса Сесей, Морис Калон и Августин Гбао. Обвиненията срещу Санко и Бокарие са свалени след официално установяване на тяхната смърт. Процесът срещу Калон, Гбао и Сесей започва на 5 юли 2004 г. и приключва на 24 юни 2008 г. Заключителни устни изявления са изложени на 4 и 5 август 2008 г.

### Революционен съвет на въоръжените сили
От задържаните 3-ма са членове на Революционния съвет на въоръжените сили (Armed Forces Revolutionary Council). Това са Алекс Тамба Брима, Брима Бази Камара и Сантижи Барбор Кану. Процесът срещу тях започва на 7 март 2005 г.
Единственият с повдигнати обвинения, който не е задържан и е в неизвестност, е бившият диктатор и председател на РСВС Джони Пол Корома. Той взема властта чрез военен преврат на 25 май 1997 г. Има сведения, че е убит през юни 2003 г., но тъй като смъртта му не е официално потвърдена, обвиненията срещу него стоят.

### Чарлз Тейлър
Бившият президент на Либерия, Чарлз Тейлър, е обвиняем за своето участие в гражданската война. Първоначално е обвинен през 2003 г., но му е предоставено политическо убежище в Нигерия, след като напуска Либерия. През март 2006 г. бяга от къщата си в Нигерия и е арестуван на границата с Камерун. Тейлър е незабавно предаден на СССЛ по молба на правителството на Либерия.
Заради подкрепата, на която Тъйлър още се радва в Либерия, нейният президент Елън Джонсън Сърлийф моли процесът да бъде преместен в Хага, Нидерландия. Правителството на Нидерландия се позовава на Резолюция 1688 на Съвета за Сигурност на ООН, за да поеме случая, но при условие че трета страна приюти обвиняемия при отсъждането на ефективна присъда. Великобритания приема тази уговорка. Поради съображения за сигурност воденето на делото във Фрийтаун е нежелателно заради намаленото присъствие на Мисията на ООН в Сиера Леоне (ЮНАМСИЛ). Резолюция 1688 на Съвета за сигурност на ООН от 17 юни 2006 г. разрешава Специалният съд да прехвърли делото на Чарлз Тейлър в Хага, където то ще се води под ръководството на СССЛ, използвайки инфраструктурата на Международния наказателен съд. Процесът започва на 4 юни 2007 г., а първият свидетел се явява 7 януари 2008 г.
Обвинението приключва с излагането на своите аргументи на 27 февруари 2009 г., защитата започва със своето изложение на 13 юли и приключва на 12 ноември 2010 г. Втората камара по процесите насрочва обявяването на присъдата за 26 април 2012 г. Председателсващият съдия Ричард Лусик прочита присъдата, обявявайки, че Камарата единодушно намира Чарлз Тейлър за виновен по всичките обвинения, а присъдата ще бъде обявена на 30 май, след изслушване на обвиняемия. В двуседмичен срок присъдата може да се обжалва.

## Съдебни решения

### РСВС
На 20 юни 2007 г.3-та обвиняеми по делото на РСВС – Брима, Кану и Камара, са осъдени по 11 от 14-те обвинения всеки.
Това са първите присъди на СССЛ, първият случай на произнасяне на международен съд по обвинения за набиране на деца-войници или принудителни бракове, както и първите осъдителни присъди на международен трибунал за военна повинност на деца.
На 19 юли 2007 г. Алекс Брима и Сантижи Кану са осъдени на по 50 години затвор, а Брима Камара – на 45. На 22 февруари 2008 г. Камарата по обжалванията отхвърля техните жалби и потвърждава присъдите.

### СГО
На 2 август 2007 г. двамата живи подсъдими по делото срещу СГО – Кондела и Фофана, са осъдени по обвинения за убийство, жестоко отношение, грабежи и колективни наказания. Кондела в допълнение е осъден и за използване на деца-войници. Делото срещу СГО е може би най-спорно, тъй като много от гражданите на Сиера Леоне са смятали, че СГО са на тяхна страна и ги пазят от набезите на РОФ.
На 9 октомври 2007 г. Съдът излиза с решение за наказанието. Кондела е осъден на 8 години, а Фофана – на 6 години. Това решение се счита за успех от защитата, тъй като обвинението е искало по 30 години на всеки от двамата. По-леката присъда се налага, тъй като са налице смекчаващи обстоятелства, забелязани от Съда, включително опитите на СГО да възвърне впоследствие демократично избраното правителство на Сиера Леоне.
По преценка на апелативен съдия на 28 май 2008 г. Камарата по обжалванията отхвърля обвинения и на двамата за колективни наказания, както и това на Кондела за използване на деца-войници. Въпреки това Камарата внася нови присъди срещу двамата за убийство и нечовешки деяния като престъпления срещу човечеството, както и увеличение на предишните присъди. В резултат на това Фофана изтърпява присъда от 15 години, а Кондела – на 20.

### РОФ
На 25 февруари 2009 г. са огласени присъдите и по делото срещу РОФ. Иса Сесей и Морис Калон са признати за виновни по 16 от 18 обвинения, които са им повдигнати. Августин Гбао е осъден по 14 от 18 обвинения. Присъдите включват обвинения в убийство, използване на деца-войници, ампутации, сексуално робство и принудителни бракове. И 3-та са осъдени по обвинения за принудителни бракове – първата присъда по рода си, издадена от международен наказателен съд. И 3-та пледират невинност. Сесей получва 52 години затвор, Калон – 40, а Гбао – 25. Присъдите и обвиненията са обжалвани от обвиняемите, но са отказани от Камарата по обжалванията на 8 април 2009 г.

### Чарлз Тейлър
На 26 април 2012 г. Чарлз Тейлър е признат за виновен по всичките обвинения, по които все още е обвиняем. Преди това е бил оправдан по обвинения за поръчка на военни престъпления и съвместна конспирация. На 30 май 2012 г. е осъден на 50 години затвор.